# (541049) 2018 CD5
(541049) 2018 CD5 es un asteroide perteneciente al cinturón de asteroides descubierto el 9 de marzo de 2005 por el equipo del Spacewatch desde el Observatorio Nacional de Kitt Peak, Arizona, Estados Unidos.

## Designación y nombre
Designado provisionalmente como 2018 CD5.

## Características orbitales
2018 CD5 está situado a una distancia media del Sol de 2,682 ua, pudiendo alejarse hasta 2,995 ua y acercarse hasta 2,368 ua. Su excentricidad es 0,116 y la inclinación orbital 12,85 grados. Emplea 1604,32 días en completar una órbita alrededor del Sol.

## Características físicas
La magnitud absoluta de 2018 CD5 es 16,5. 